# Bataille de Soncino

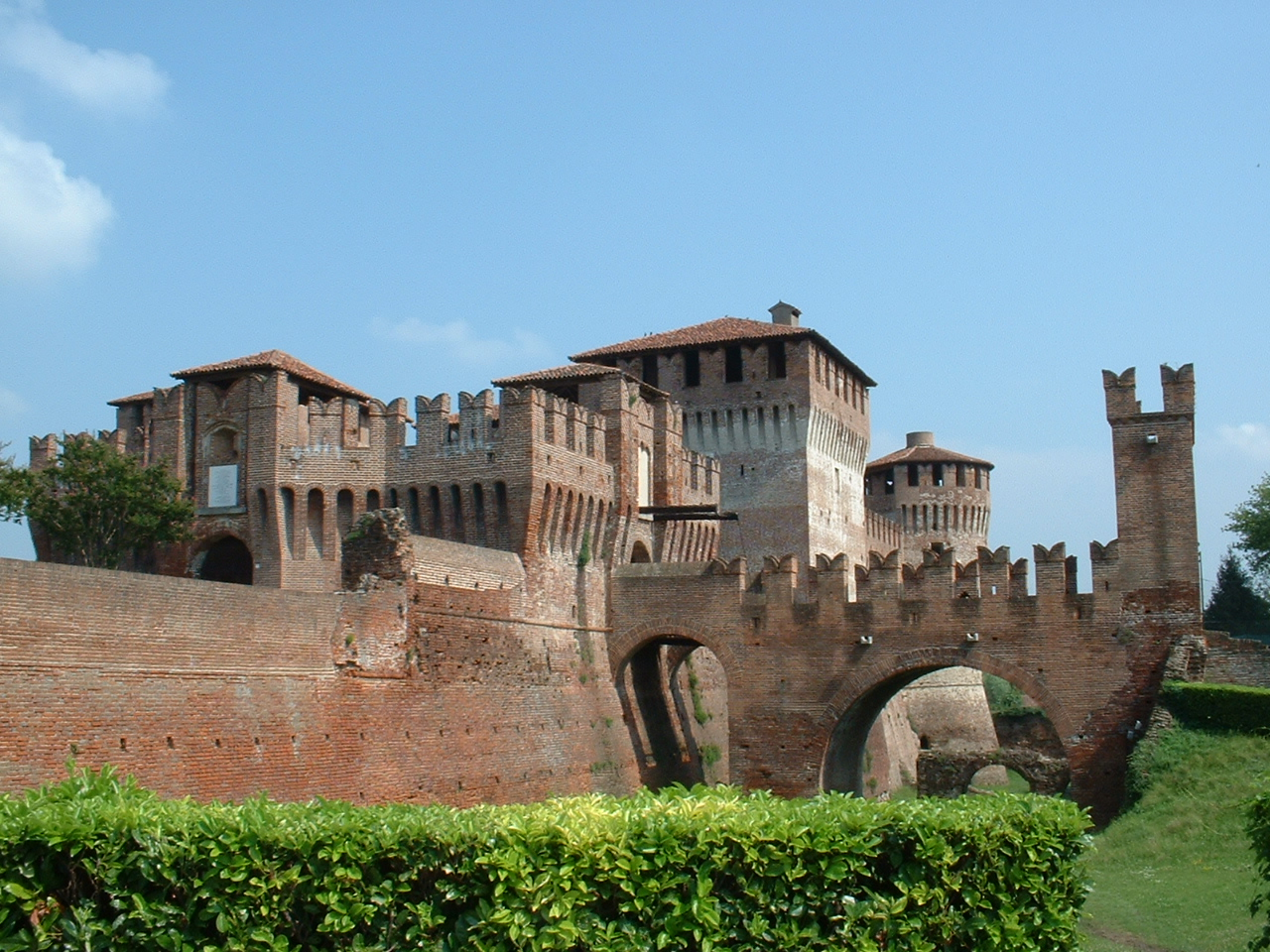
La forteresse de Soncino.

La bataille de Soncino est une bataille des guerres de Lombardie, livrée en mars 1431 combattue entre les armées de la République de Venise, sous le comte de Carmagnola, et du duché de Milan, sous Francesco I Sforza . 
Les Milanais tendent une embuscade victorieuse aux Vénitiens et capturent 1 500 cavaliers et 500 fantassins. 

## Voir également
- Bataille de Pavie (1431)